# NATO Force Integration Unit
Die NATO Force Integration Unit (NFIU) ist ein Hauptquartier der NATO im ost- und zentraleuropäischen Raum und Bindeglied zwischen dem NATO-Bündnis und den Streitkräften der NATO-Verbündeten und dem Mitgliedsstaat, in dem sich die NFIU befindet. Seit September 2016 werden die NATO Force Integration Unit aufgebaut und umfassen jeweils mindestens rund 42 Soldaten.

## Geschichte
Bedingt durch die völkerrechtswidrige Annexion der Krim durch Russland und den russischen Krieg in der Ukraine seit 2014 initiierte die NATO auf dem Gipfeltreffen in Newport (Wales) am 4. und 5. September 2014 den 'Readiness Action Plan' (RAP) zum Schutz der NATO-Ostflanke. Sie soll die Reaktionsschnelligkeit der NATO-Reaktionskräfte (NRF) steigern. Die Very High Readiness Joint Task Force (VJTF) soll nach Angaben des NATO-Generalsekretärs Jens Stoltenberg noch schneller, wendiger und handlungsfähiger sein als die bisherige NATO Response Force (NRF) der NATO und soll in höchster Bereitschaft aufgestellt werden.

## Organisation

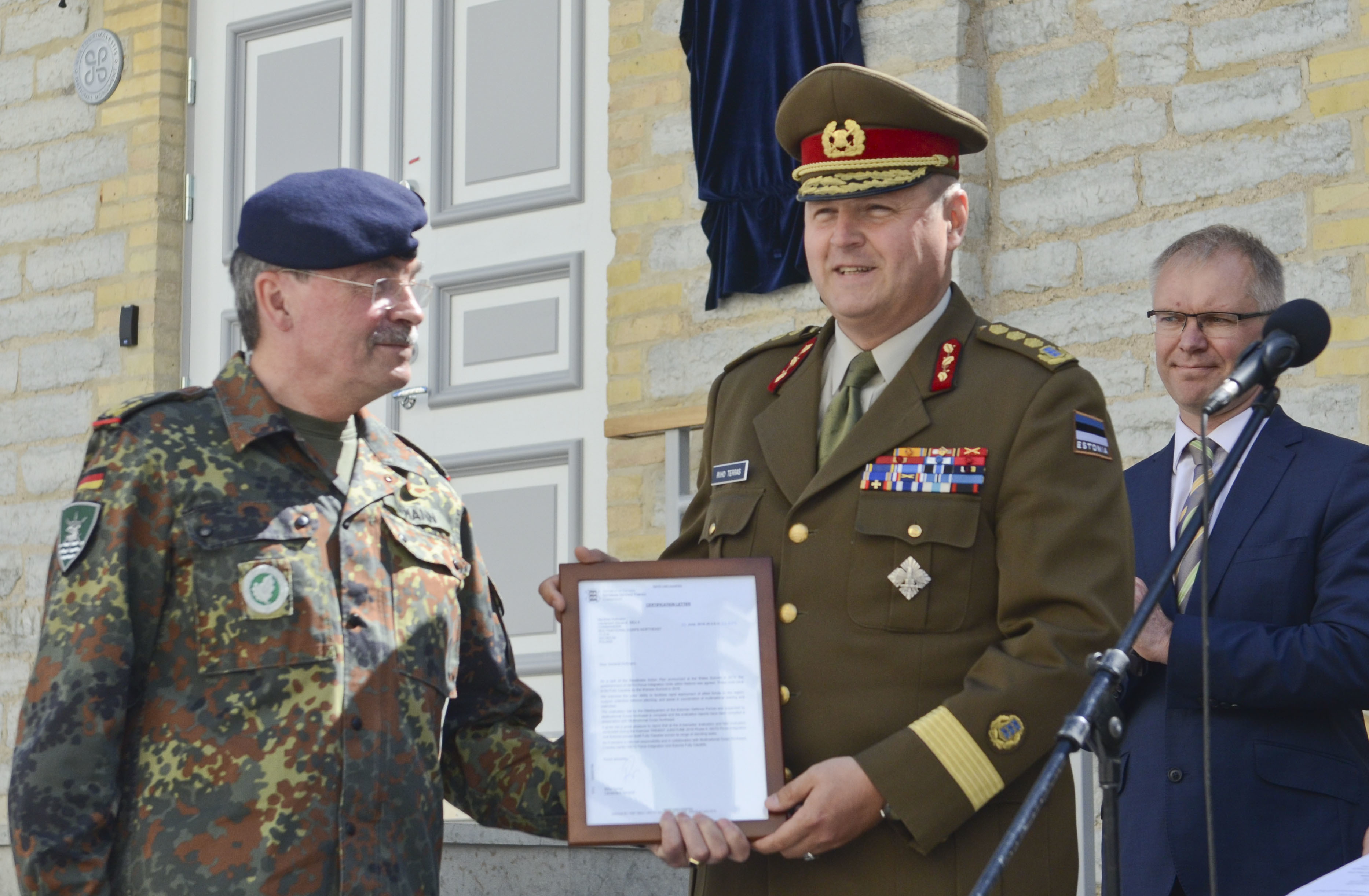
Eröffnung des NFIU HQ in Tallinn durch den Befehlshaber der estnischen Streitkräfte Generalleutnant Riho Terras und den Kommandeur des Multinationalen Korps Nord-Ost, Generalleutnant Manfred Hofmann, im Juni 2016

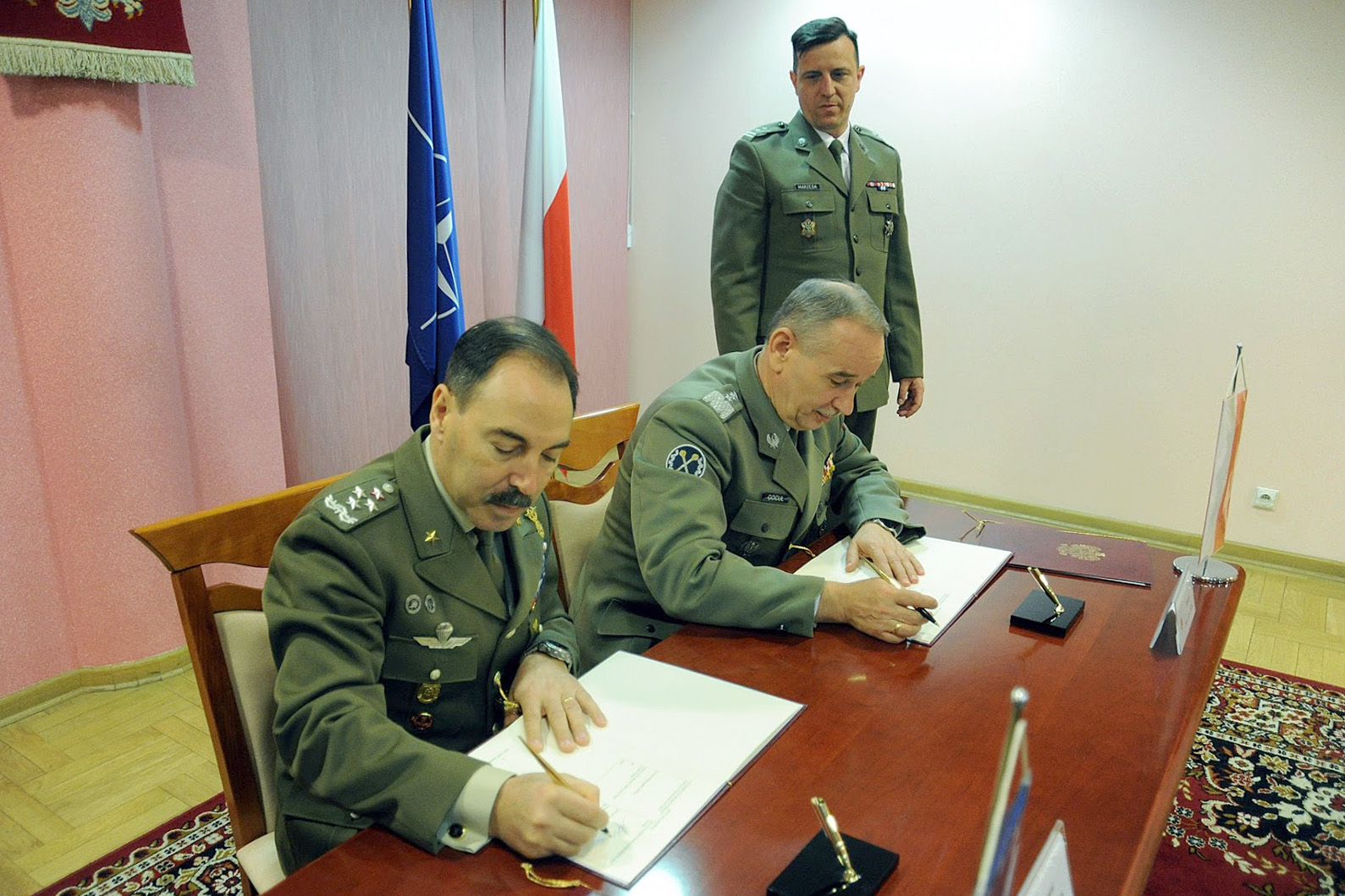
Unterzeichnung zur Bildung einer NFIU in Polen durch General Salvatore Farina, Kommandeur des Allied Joint Force Command Brunssum, und Mieczysław Gocuł, Befehlshaber der polnischen Streitkräfte im April 2016

Für die schnelle Bereitstellung der Very High Readiness Joint Task Force sind kleine Führungs- und Kontrolleinrichtungen, sogenannte NATO Force Integration Units (NFIU), in Bulgarien, Estland, Lettland, Litauen, Polen, der Slowakei, Rumänien und Ungarn aufgestellt und werden nach dem Rotationsprinzip besetzt. Die NFIU soll in erster Linie einen möglichen NATO-Einsatz der in Bereitschaft stehenden Truppen vorbereiten, so dass diese ohne großen zeitlichen Verzug zum Einsatz kommen können. Daneben hat eine NFIU weitere Aufgaben, beispielsweise die Unterstützung von multinationalen Übungen im jeweiligen Land.
Die NFIU arbeiten dabei eng mit Stellen des Gastlandes zusammen, um logistischen Netzwerke, Fragen des Transports und Unterstützung in der Infrastruktur zu erkunden. Mit Hilfe der NFIUs sollen einige Einheiten der VJTF in nur zwei Tagen einsatzbereit sein.

### Dislozierung der NFIU
Unter dem Kommando des Allied Joint Force Command Brunssum und operative Steuerung durch das Multinationale Korps Nord-Ost (MNC NE) in Stettin, Polen:
- NATO Force Integration Unit Estonia in Tallinn, Estland,
- NATO Force Integration Unit Hungary in Székesfehérvár, Ungarn,
- NATO Force Integration Unit Latvia in Riga, Lettland,
- NATO Force Integration Unit Lithuania in Vilnius, Litauen,
- NATO Force Integration Unit Poland in Bydgoszcz, Polen
- NATO Force Integration Unit Slovakia in Bratislava-Vajnory, Slowakei.

Unter dem Kommando des Allied Joint Force Command Naples und operative Steuerung durch das Multinationale Korps Süd-Ost (MNC SE) in Bukarest, Rumänien (vormals in Neapel, Italien):
- NATO Force Integration Unit Bulgaria in Sofia, Bulgarien,
- NATO Force Integration Unit Romania in Bukarest, Rumänien.